# 朝鲜人民军第7军
朝鲜人民军第7军是朝鲜人民军陆军的一个军。2015年曾发生士兵叛逃至韩国的事件。现驻地为咸镜南道咸兴市。

## 历任军长
- 金昌奉，1953年7月
  - 吴白龙，1953年，副军长
- 李斗益，1963年8月
- 吕春石，1992年4月